# Pjotr Ivanovics Kafarov
Pjotr Ivanovics Kafarov (Пётр Ива́нович Кафа́ров; Csisztopol, 1817. szeptember 29. – Marseille, 1878. december 18.) szerzetesi nevén: Palladius (Палла́дий) orosz sinológus.

## Élete és munkássága
Kafarov egy ortodox pap gyermekeként született. Tanulmányait a kazanyi szemináriumban és a szentpétervári akadémián végezte el, ahonnan Kínába küldték misszionárius munkát végezni. Akárcsak mestere, Bicsurin, maga is ortodox szerzetes volt. Kínában tartózkodása idején számtalan felbecsülhetetlen értékű kéziratot fedezett fel, többek között a A mongolok titkos történetét. Több mint három évtizeden át tartózkodott Kínában, ahol a hittérítői munkája mellett néprajzi és nyelvészeti kutatásokat végzett. Ő dolgozta ki a kínai nyelv cirill betűs átírási rendszerét, az úgynevezett „Palladius-rendszert”. Orosz nyelvterületen a kínai személy és földrajzi neveknek átírására mind a mai napig ezt használják. Legismertebb és egyik legjelentősebb munkája a Kínai–orosz szótár (1888).

## További információ
- V.E.Laricheff // В.Е. Ларичев. Путешествие в страну восточных иноземцев. М. 1983.